# Senefer...ra
Senefer...ra (fl. XVIII-XVII secolo a.C.) è stato un sovrano egizio, inserito nella XIV dinastia, di cui si conosce solo tale parte del suo nome.

## Biografia
Questo sovrano, come molti altri della stessa dinastia, è conosciuto solamente attraverso il Canone Reale. È possibile che il nome compaia nella Sala degli antenati di Karnak
Il nome di questo sovrano è  il primo ancora decifrabile della colonna 9 del Canone Reale, in quanto le prime sei righe sono del tutto scomparse.

## Liste reali
| N5 | s | nfr | HASH |

| N5 | s | nfr | HASH |

| N5 | s | nfr | HASH |

| N5 | s | nfr | HASH |

| N5 | s | nfr | HASH |

| N5 | s | nfr | HASH |

| N5 | s | nfr | HASH |

| N5 | s | nfr | HASH |

| N5 | s | nfr | HASH |

| N5 | s | nfr | HASH |

| N5 | s | nfr | HASH |

| N5 | s | nfr | HASH |

| N5 | s | nfr | HASH |

| N5 | s | nfr | HASH |

| N5 | s | nfr | HASH |

| N5 | s | nfr | HASH |

## Cronologia
| Periodo                    | Dinastia | periodo di regno                            |
| Secondo periodo intermedio | XIV      | tra il 1720 a.C. e il 1630 a.C. (± 50 anni) |

| predecessore (non diretto): Djed...ra | Signore del Basso e dell'Alto Egitto | successore (non diretto): Men...ra |

| Dinastie contemporanee | Capitale |
| XIII                   | Ity Tawy |